# Alan Scarfe
Alan John Scarfe, noto anche con lo pseudonimo di Clanash Farjeon (Harpenden, 8 giugno 1946 – Longueil, 28 aprile 2024), è stato un attore e scrittore canadese, direttore associato dello Stratford Shakespeare Festival e dell'Everyman Theatre a Liverpool.

## Biografia
Alan Scarfe nacque l'8 giugno 1946 ad Harpenden, in Inghilterra, figlio di Gladys Ellen (nata Hunt) e Neville Vincent Scarfe, entrambi professori universitari. Ebbe un figlio di nome Jonathan Scarfe avuto dall'attrice Sara Botsford. Si sposò nel 1979 con l'attrice Barbara March (scomparsa nel 2019) ed ebbero una figlia, Antonia (Tosia) Scarfe, musicista e compositrice. Alan Scarfe aveva due fratelli: Colin Scarfe che è stato professore e astronomo alla University of Victoria e Brian Scarfe, il quale è stato professore di economia alla University of Manitoba, alla University of Alberta, alla University of Regina, un amministratore anziano delle università di Alberta e Regina e un Consulente di Economia.
Scarfe iniziò la sua carriera come un attore teatrale classico, interpretando ruoli importanti in tutta Europa e Nord America, incluso Re Lear, Otello, Amleto, Iago, Brutus, Cassius, Petruchio, Prospero, Dottor Faustus, Luther, Zio Vanja, Verlaine, John Barrymore nel Ned and Jack di Sheldon Rosen e The Devil's General di Zuckmayer. Fu anche un abile regista teatrale i cui lavori spaziarono da Shakespeare a Edward Albee, Bertolt Brecht, Samuel Beckett, Arthur Miller, Harold Pinter e Preston Jones.
Scarfe interpretò il ruolo del membro della NSA il Dottor Bradley Talmadge, il direttore delle operazioni del Progetto Backstep, nella serie Seven Days della UPN. Fu anche ospite nel ruolo di due diversi Romulani nella serie tv Star Trek: The Next Generation e come Magistrato Augris nell'episodio Resistenza della seconda stagione di Star Trek: Voyager. Nel 2003 fu coprotagonista insieme al figlio Jonathan in Burn: The Robert Wraight Story.
Pubblicò dei romanzi con lo pseudonimo di Clanash Farjeon (anagramma del suo nome completo). I titoli includono Le Memorie di Jack lo Squartatore, I vampiri di Ciudad Juarez, sull'ipocrisia della guerra alle droghe e la tragedia de las desaparecidas, I vampiri dell'11 settembre, una satira politica sulla cecità e l'incapacità dell'America di accettare quelli che veramente sono i colpevoli e Vampires of the Holy Spirit.
Alan Scarfe morì a causa di un cancro al colon a Longueuil, in Québec, il 28 aprile 2024, all'età di 77 anni.

## Opere

### Romanzi
- Le Memorie di Jack lo Squartatore, 2006
- I vampiri di Ciudad Juarez, 2010
- I vampiri dell'11 settembre, 2010
- Vampires of the Holy Spirit, 2012

## Filmografia

### Cinema
- The Bitter Ash, regia di Larry Kent (1963)
- Maledetto sortilegio (Cathy's Curse), regia di Eddy Marton (1977)
- Squilli di morte (Murder by Phone), regia di Michael Anderson (1982)
- The Wars, regia di Robin Phillips (1983)
- Deserters, regia di Jack Darcus (1983)
- Il ragazzo della baia (The Bay Boy), regia di Daniel Petrie (1984)
- Walls, regia di Tom Shandel (1984)
- Joshua Then and Now, regia di Ted Kotcheff (1985)
- Overnight, regia di Jack Darcus (1986)
- Street Justice - Un'ombra nella notte (Street Justice), regia di Richard C. Sarafian (1987)
- Keeping Track (1987)
- Aquile d'attacco (Iron Eagle II), regia di Sidney J. Furie (1988)
- Divided Loyalties (1990)
- Double Impact - Vendetta finale (Double Impact), regia di Sheldon Lettich (1991)
- Arma letale 3 (Lethal Weapon 3), regia di Richard Donner (1992)
- The Portrait, regia di Jack Darcus (1992)
- Silence (1997)
- Forza d'urto 2 (Stone Cold II - Back in Business), regia di Philippe Mora (1997)
- Un tipo sbagliato (The Wrong Guy), regia di David Steinberg (1997)
- Sanctuary (1998)
- The Hamster Cage (2005)
- Hastings Street (2007) - cortometraggio

### Televisione
- A Gift to Last (1976) - film TV
- For the Record - serie TV, episodi sconosciuti (1976)
- Credere per vivere (1983) - film TV
- L'amico Gipsy - serie TV, 2 episodi (1984)
- Occhio al superocchio (Seeing Things) - serie TV, 1 episodio (1984)
- Hide and Seek (1984) - film TV
- Pajama Tops (1984) - film TV
- The Execution of Raymond Graham (1985) - film TV
- As Is (1986) - film TV
- Un salto nel buio (Tales from the Darkside) - serie TV, episodio 3x07 (1986)
- The Ray Bradbury Theater - serie TV, 2 episodi (1986-1989)
- American Playhouse - serie TV, 1 episodio (1987)
- Night Heat - serie TV, 1 episodio (1987)
- Diamonds - serie TV, 1 episodio (1987)
- C.A.T. Squad: Python Wolf (1988) - film TV
- Una vita da vivere (One Life to Live) - soap opera, (episodi sconosciuti) (1988-1989)
- Day One (1989) - film TV
- Kingsgate - serie TV, 1 episodio (1989)
- Hunter - serie TV, 1 episodio (1989)
- Alien Nation - serie TV, 1 episodio (1989)
- Vietnam addio (Tour of Duty) - serie TV, 5 episodi (1989-1990)
- Labor of Love (1990) - film TV
- E.N.G. - Presa diretta (E.N.G.) - serie TV, 1 episodio (1990)
- Colombo (Columbo) - serie TV, episodio 9x02 (1990)
- Due come noi (Jake and the Fatman) - serie TV, 1 episodio (1990)
- MacGyver - serie TV, 1 episodio (1990)
- DEA - serie TV, 1 episodio (1990)
- The Owl - Giustizia finale (The Owl), regia di Alan Smithee (1991) - film TV
- Mimi & Me (1991) - film TV
- La legge di Bird (Gabriel's Fire) - serie TV, 1 episodio (1991)
- Ragionevoli dubbi (Reasonable Doubts) - serie TV, 1 episodio (1991)
- In viaggio nel tempo (Quantum Leap) - serie TV, 1 episodio (1991)
- Star Trek: The Next Generation - serie TV, episodi 4x11-6x17 (1991-1993)
- Cuore di tenebra (1993) - film TV
- Febbre mortale (1993) - film TV
- Counterstrike - serie TV, 1 episodio (1993)
- SeaQuest DSV - serie TV, 1 episodio (1993)
- NYPD - New York Police Department (NYPD Blue) - serie TV, 2 episodi (1993)
- Gunsmoke: One Man's Justice (1994) - film TV
- Without Warning (1994) - film TV
- Viper - serie TV, 1 episodio (1994)
- Highlander (Highlander: The Series) - serie TV, 1 episodio (1994)
- Mysterious Island - serie TV, 22 episodi (1995)
- Star Trek: Voyager - serie TV, episodio 2x12 (1995)
- Gridlock - la città in pericolo (1996) - film TV
- Soluzione estrema (Once a Thief), regia di John Woo (1996) - film TV
- Once a Thief - serie TV, 1 episodio (1996)
- The Burning Zone - serie TV, 1 episodio (1997)
- Oltre i limiti (The Outer Limits) - serie TV, 2 episodi (1997-1998)
- Due South - Due poliziotti a Chicago (Due South) - serie TV, 1 episodio (1998)
- Seven Days - serie TV, 66 episodi (1998-2001)
- Aka Albert Walker (2002) - film TV
- Burn: The Robert Wraight Story (2003) - film TV
- La leggenda di Earthsea (Earthsea), regia di Robert Lieberman (2004) - miniserie TV
- Kingdom Hospital - serie TV, 8 episodi (2004)
- Stargate Atlantis - serie TV, 1 episodio (2004)
- Andromeda - serie TV, 3 episodi (2004-2005)
- Babylon 5: The Lost Tales, regia di J. Michael Straczynski (2007) - direct-to-video

## Riconoscimenti
- 1984 – Genie Award
  - candidatura come miglior attore per Deserters[5]
- 1985 – Genie Award
  - premiato come migliore interpretazione di un attore in un ruolo di supporto per Il ragazzo della baia[5]
- 1986 – Genie Award
  - candidatura come miglior attore per Overnight[5]
- 2003 – Gemini Award
  - candidatura come Best Performance by an Actor in a Leading Role in a Dramatic Program or Mini-Series per A.K.A. Albert Walker[5]

## Doppiatori italiani
Nelle versioni in italiano delle opere in cui ha recitato, Alan Scarfe è stato doppiato da:
- Walter Maestosi in Squilli di morte
- Gabriele Carrara ne Il ragazzo della baia
- Rodolfo Bianchi in Double Impact - Vendetta finale
- Antonio Sanna in Star Trek: The Next Generation (ep. 4x11)
- Luciano De Ambrosis in Star Trek: The Next Generation (ep. 6x17)
- Carlo Sabatini in Arma letale 3
- Sandro Sardone in Forza d'urto 2
- Carlo Marini in Seven Days
- Carlo Baccarini ne La leggenda di Earthsea
- Michele Kalamera in Soluzione estrema